# Rosemary Leveson-Gower
Pour les articles homonymes, voir Leveson et Gower.
Rosemary Millicent Sutherland-Leveson-Gower, née le 9 août 1893 dans le Sutherland et morte le 21 juillet 1930 à Meopham, est une aristocrate britannique connue pour avoir été la fiancée du futur roi Édouard VIII.
Ayant servi comme infirmière en France durant la Première Guerre mondiale, elle se fiance au prince de Galles, mais le projet de mariage est rejeté par le roi George V et la reine Mary. En 1919, elle épouse William Ward, vicomte Ednam.
Rosemary meurt à l'âge de 36 ans dans un accident aérien.

## Biographie

### Jeunesse
Rosemary Millicent Sutherland-Leveson-Gower est le quatrième et le plus jeune enfant de Cromartie Sutherland-Leveson-Gower, 4e duc de Sutherland, et de son épouse Millicent St Clair-Erskine. Née le 9 août 1893 au château de Dunrobin, propriété familiale du Sutherland, la jeune Rosemary apparaît très tôt dans les pages mondaines des journaux. Débutante en 1911, elle multiplie les apparitions dans les pages mondaines et est courtisée par John Manners, marquis de Granby. Ils se fiancent début 1913, mais la jeune femme rompt les fiançailles alors qu'elle se remet d'une appendicite plus tard dans l'année.

### Première Guerre mondiale
Après le déclenchement de la Première Guerre mondiale, la vie de Rosemary change. Sa mère se rend en Belgique au début du mois d'août 1914, après avoir organisé sa propre unité d'ambulance, mais elle est capturée par les Allemands lorsque Namur est occupée, vers la fin du mois. En raison de ses liens étroits avec les familles royales britannique et allemande, la duchesse et son personnel sont rapatriés via les Pays-Bas. Après une courte période de repos, la duchesse retourne dans le nord de la France et réintègre son unité. Rosemary l'accompagne en tant qu'infirmière du Détachement d'aide volontaire (VAD).
Après avoir passé la majeure partie de l'année 1915 en France, elle rentre au Royaume-Uni en novembre 1915 pour se reposer et participer à des collectes de fonds,. De retour en France en 1916, la réputation de Rosemary en tant qu'infirmière s'accroît et lorsqu'elle rentre à nouveau au Royaume-Uni en décembre, la presse rapporte qu'elle a retardé son départ car « [les chirurgiens de l'hôpital] ne pouvaient pas se passer d'elle ». Son travail est officiellement reconnu par une citation militaire en janvier 1917. Bien qu'elle continue de servir en France en 1917 et 1918, Rosemary Leveson-Gower passe du temps au Royaume-Uni en 1918 pour collecter des fonds.
À la fin de la guerre, Rosemary est décorée de la Croix rouge royale (2e classe) dans les Birthday Honours de 1919.

### Relation avec le prince de Galles

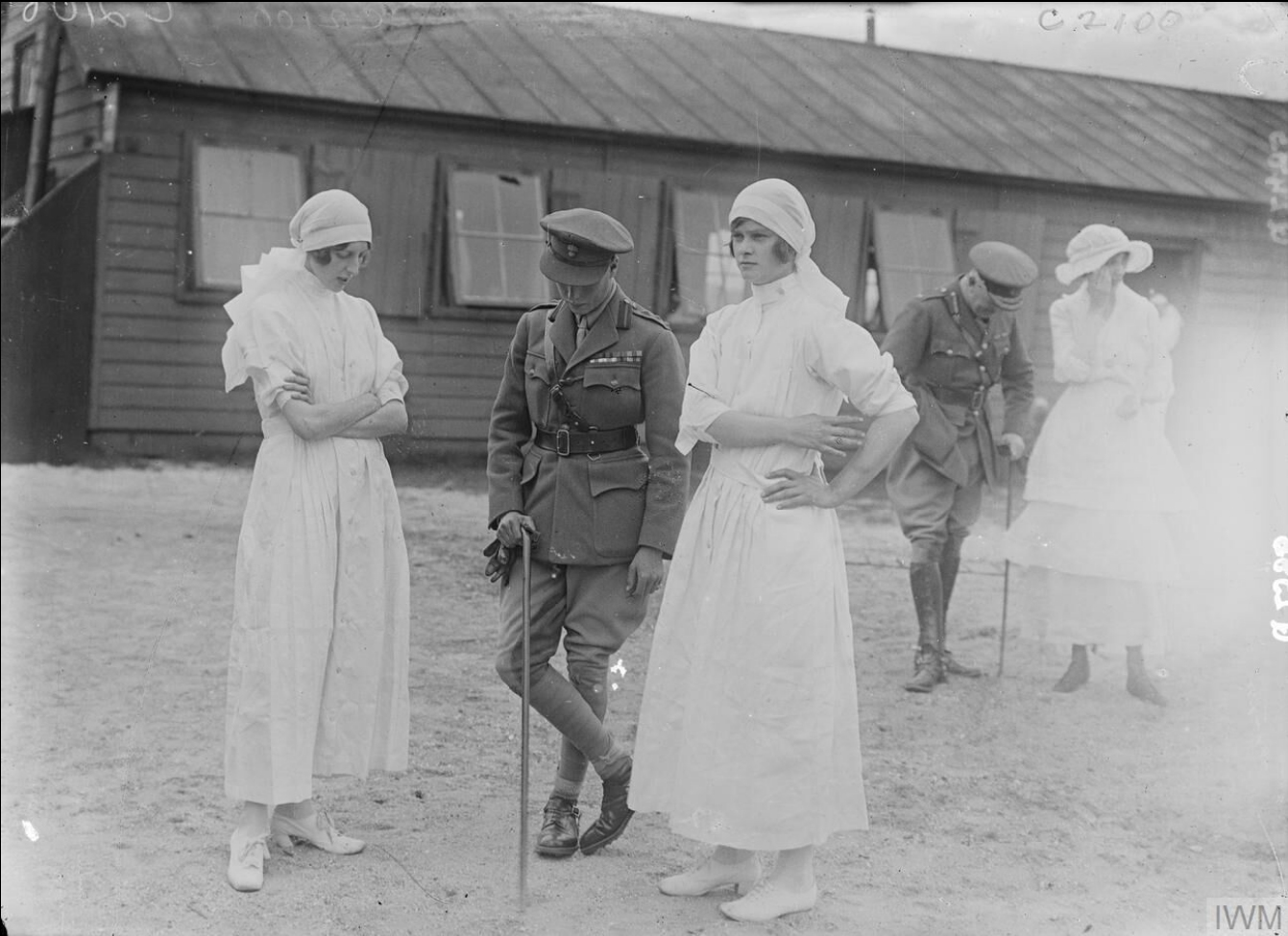
Lady Rosemary (au centre) avec le prince de Galles à l'hôpital Millicent Sutherland, le 14 juillet 1917.

Rosemary Leveson-Gower et le futur roi Édouard VIII se connaissaient depuis l'enfance. En effet, les parents du prince, le roi George V et la reine Mary, ont souvent été invités par le duc de Sutherland. Ils se revoient en France pendant la guerre, lorsque le prince se rend à l'hôpital pour voir une autre amie, la belle-sœur de Rosemary, Eileen Sutherland-Leveson-Gower, duchesse de Sutherland (en). Le prince de Galles et Rosemary renouent leur amitié en juillet 1917, à l'occasion d'une visite des souverains britanniques à l'hôpital. Au cours des semaines qui suivent, ils se rencontrent souvent et leur relation n'est interrompue que par l'affectation du prince au front italien. À son retour, Rosemary et Édouard continuent de se voir. C'est ce moment que choisit le prince pour demander Rosemary en mariage. Après avoir d'abord hésité, elle finit par accepter en pensant « qu'elle pourrait faire quelque chose de lui ».
En tant qu'héritier du trône, le prince doit obtenir l'autorisation du roi pour se marier, conformément à la loi sur les mariages royaux de 1772. Bien que le roi et la reine apprécient Rosemary, ils opposent leur veto à ce mariage. Ce refus est fondé sur leurs réticences concernant la famille maternelle de Rosemary (la famille St Clair-Erskine), et deux personnes en particulier. La première est la comtesse Daisy Greville de Warwick, la demi-sœur de Millicent Leveson-Gower, qui a été la maîtresse d'Édouard VII. Après la mort de son père, George V a dû intenter une action en justice contre la comtesse pour empêcher la publication des lettres que le roi Édouard VII lui avait adressées. L'autre personne est l'oncle de Rosemary, James St Clair-Erskine, 5e comte de Rosslyn, joueur compulsif qui a fait faillite et qui a été marié à trois reprises. Le monarque considère que leur proximité avec Rosemary est suffisante pour refuser sa permission. Une fois Rosemary informée de la décision du roi et de la reine, elle déclare ne jamais avoir voulu épouser le prince de Galles.
Malgré tout, les deux jeunes gens restent amis et le prince de Galles est choisi comme parrain du fils aîné de Rosemary. Après la mort de Rosemary en 1930, Thelma Furness, l'une des dernières maîtresses du prince, se souvient qu'en apprenant son décès, celui-ci a été choqué et bouleversé et qu'il a pleuré pour la seule fois qu'elle ait jamais vue.

### Mariage avec William Ward
Peu après la fin de sa relation avec le prince de Galles, Rosemary est courtisée par William Ward, vicomte Ednam. Le couple se marie le 8 mars 1919 et Rosemary devient alors vicomtesse Ednam. Un fils naît de leur union en janvier 1920 et, par la suite, le couple a une fille mort-née et deux autres fils. Le mariage n'est pas heureux, et William a une liaison avec l'aristocrate Venetia Stanley (en). Des rumeurs disent qu'il est le père de sa fille (née en 1923),. D'autres liaisons sont prêtées au vicomte, tandis que Rosemary, pour sa part, est également aperçue en compagnie d'autres hommes, dont le prince de Galles et l'homme politique conservateur Duff Cooper.
Quelle que puisse être leur vie privée, la vicomtesse soutient sans réserve la carrière politique de son mari et s'exprime à la fois pour soutenir ses campagnes électorales et pour faire campagne pour l'ensemble du Parti conservateur.
Impliquée dès son plus jeune âge dans des activités caritatives, notamment celles de sa mère, la vicomtesse devient, en 1927, présidente de la North Staffordshire Cripples' Aid Society fondée par sa mère en 1900, et lance une campagne de collecte de fonds pour agrandir l'hôpital orthopédique de Hartshill à Stoke-on-Trent. La vicomtesse œuvre à la création d'une maternité à l'hôpital de Burton Road, à Dudley, près de la maison traditionnelle de la famille Ward, Himley Hall (en).
En décembre 1929, le deuxième fils de William et Rosemary, John (surnommé Jérémy), est tué dans un accident de la route à Londres.

### Mort accidentelle
Après la mort de leur fils, le vicomte et la vicomtesse font un séjour prolongé en France, où William contracte la fièvre typhoïde. Alors que son époux est encore convalescent, la vicomtesse doit retourner à Londres pour rencontrer l'architecte chargé de concevoir un jardin commémoratif pour John. Le 21 juillet 1930, elle embarque sur un vol au départ du Touquet, à destination de Croydon. Le vol part par temps clair. Vers 14 h 30, par mauvais temps au-dessus du Kent, l'empennage tombe en panne, provoquant le décrochage de l'avion, puis la rupture de l'aile gauche, et l'écrasement de l'appareil. Tous les passagers tombent de l'avion, par le trou créé par la rupture de l'aile. Le corps de la vicomtesse est retrouvé dans un pré. Une enquête est ouverte le 23 juillet au cours de laquelle la vicomtesse est identifiée par son frère George. Après les identifications formelles, l'enquête est ajournée pour permettre à l'enquête technique du ministère de l'Air de se dérouler. L'enquête reprend le 13 août 1930 et le jury rend son verdict, « selon lequel les victimes ont trouvé la mort en tombant de l'avion, la cause de l'accident étant inconnue ». La vicomtesse était âgée de 36 ans.
Un service commémoratif pour la vicomtesse est organisé en l'église Sainte-Marguerite de Westminster, le 25 juillet 1930. Ses funérailles sont célébrées à Himley Hall (en), le même jour, et Rosemary est enterrée à côté de son fils John.
Le 15 novembre 1931, une extension de l'hôpital de Hartshill, à Stoke-on-Trent, est officiellement inaugurée par le prince de Galles, sous le nom de Rosemary Ednam Memorial Hospital, en hommage à la vicomtesse. Le foyer de Dudley est baptisé Rosemary Ednam Home en son honneur.